# Закон об авторском праве США (1976)
Закон об авторском праве 1976 года является законом США, регламентирующим авторские права в государстве и остаётся главным документом в этой области права, с несколькими значительными поправками, внесёнными позже. Закон определяет основные права правообладателей, систематизирует доктрину добросовестного использования, а для новых авторов принят единый срок на основании даты смерти автора, а не по схеме фиксированных начального срока и продлённого. Закон получил № 94-553 от 19 октября 1976 года и вступил в силу с 1 января 1978 года.

## История и цель
До Закона об авторском праве 1976 года последний крупный пересмотр законодательства в сфере авторского права в США произошёл в 1909 году с подписанием Закона об авторском праве 1909 года. С того времени человечеством были сделаны большие технологические достижения, появились телевидение, кино, звукозапись и радио. Закон был разработан в рамках решения вопросов интеллектуальной собственности, связанных в основном с этими новыми формами коммуникации.
Помимо технологических достижений, другим стимулом для принятия нового закона стало участие Соединённых Штатов во Всемирной конвенции об авторском праве (ВКАП) и предполагаемая имплементация Бернской конвенции. В то время как США стали участником ВКАП ещё в 1955 году, государственный аппарат был довольно медленным, чтобы обновить закон об авторском праве, который соответствовал бы условиям Бернской конвенции. Активное участие в разработке нового закона об авторском праве США принимала Барбара Рингер.
В последующие годы после вступления США в ВКАП, Конгресс поручил провести нескольких исследований по общему пересмотру закона об авторском праве. Ещё в 1961 году был создан законопроект, рассмотренный в Палате представителей и Сенате в 1964 году, но оригинальная версия законопроекта была пересмотрена несколько раз в период между 1964 и 1976 годами. Законопроект был принят на 94 съезде Конгресса путём голосования в Сенате 19 февраля 1976 года С. 22 был принят путём голосования 316-7 в Палате представителей 22 сентября 1976 года. Окончательный вариант был принят в качестве закона как Глава 17 Кодекса США 19 октября 1976 года, когда его подписал президент Джеральдом Фордом. Закон вступил в силу с 1 января 1978 года. Барбара Рингер назвала новый закон «сбалансированный компромисс» между издателями и авторами.

## Характеристика
Закон 1976 года отменяет все предыдущие законы об авторском праве в США, поскольку эти законы конфликтовали бы с новым.

### Объект авторского права
В соответствии со статьёй 102 Закона, защита авторских прав распространяется на «оригинальные авторские работы, запечатлённые на любом материальных носителях, из которых они могут быть восприняты, воспроизведены или сообщены, либо непосредственно, либо с помощью машины или устройства».
Закон определяет следующие виды объектов авторского права:
- литературные произведения;
- музыкальные произведения, в том числе аккомпанемент;
- драматические произведения, в том числе музыкальный аккомпанемент;
- пантомимы и хореографические произведения;
- живописные, графические, скульптурные произведения;
- фильмы и другие аудиовизуальные произведения;
- звукозаписи[3].

В 1990 году сюда были добавлены произведения архитектуры, как этого требовала недавно имплементированная США Бернская конвенция.
Формулировка 102 статьи стала существенным изменением законодательства. В Законе об авторском праве 1909 года федеральная защита авторских прав законом относилась к произведениям, только когда они были опубликованы и имели уведомление об авторских правах. Законодательства штатов регулировали защиту неопубликованных работ ещё до принятия Закона 1976 года, но опубликованные работ с уведомлением об авторских правах или без них регулировались исключительно федеральным законом. Если никакого уведомления об авторских правах не было и произведение было, на самом деле, «опубликованным» в юридическом смысле, Законом 1909 года в таком случае не было предусмотрено никакой защиты авторских прав, и работа автоматически становилась частью общественного достояния. Однако, в соответствии с Законом 1976 года, ситуация изменилась. Статья 102 гласит, что защита авторских прав распространяется на оригинальные произведения, которые перенесены на материальный носитель. Таким образом, новый закон расширил сферу федеральной защиты авторских прав.
Раздел 102(b) объясняет, на что авторское право ни в коем случае не может распространяться. Это идеи, процедуры, процессы, системы, методы работы, концепции, принципы или открытия, независимо от формы их выражения, объяснения, показа или воплощения.

### Исключительное право
Раздел 106 предоставляет пять видов исключительного права для правообладателей:
- право воспроизводить (копировать) работу в копии и фонограммы;
- право создавать производные произведения оригинальной работы;
- право на распространение экземпляров и фонограмм, на продажу или аренду;
- право публичного исполнения работы (если это литература, музыка, драма, хореография, пантомима, кинофильм, или иное аудиовизуальное произведение);
- право публичного отображения работы (тот же перечень работ, что и в предыдущем пункте)[4].

Закон был изменён в 1995 году, в него включили шестой вид исключительного права: на выполнение записи звука с помощью цифрового аудио.

### Добросовестное использование
В Соединённых Штатах существует так называемая доктрина добросовестного использования (англ. fair use), подразумевающая исключения и ограничения исключительного права. Следуя этой доктрине, общество может использовать произведения интеллектуальной собственности без необходимых на то лицензий, но с соблюдением определённых условий. Например, допускается использование защищённой авторским правом работы, если при этом не преследуется коммерческая цель.
В других странах используется термин «честное использование» (англ. fair dealing), он стал применяться намного раньше, чем его американская версия. В США понятие «добросовестное использование» стало применяться с 1840-х годов в федеральных судах в контексте общего права. До 1976 года эта доктрина не была отображена в законах об авторских правах. С выходом нового закона, добросовестное использование стало частью Раздела 17 Кодекса США § 106 Закона об авторском праве 1976 года. В соответствии с этим разделом, добросовестное использование защищенных авторским правом работ не нарушение авторских прав, даже если такое использование технически нарушает Раздел 106. В законе перечислены 4 фактора, позволяющие определить, является ли использование произведения интеллектуальной собственности добросовестным:
- Цель и характер использования, включая вопрос, содержит ли такое использование коммерческий характер или служит некоммерческим образовательным целям;
- сущность произведения, охраняемого авторским правом;
- величина и существенность использованной части по отношению ко всему произведению, защищённого авторским правом;
- влияние использования на потенциальный рынок или стоимость произведения, защищённого авторским правом[5].

### Срок защиты
Закон об авторском праве 1909 года установил продолжительность защиты авторских прав сроком на 28 лет с возможностью продления на столько же, в общей сложности максимальный срок охраны составлял 56 лет. Закон 1976 года значительно увеличили срок охраны, установив его как 50 лет после смерти автора. Кроме того, в Законе был установлен статический 75-летний срок (от даты публикации) для анонимных произведений, псевдонимных произведений и произведений, сделанных по найму. Работам, защищённым до 1978 года, которые ещё не вошли в общественное достояние, срок охраны был увеличен с 28 лет до 47, давая общий срок для них — 75 лет. В 1998 году в США вступил в силу Закон о продлении срока охраны авторских прав, который продлил срок защиты произведений интеллектуальной собственности до 70 лет после смерти автора для общих авторских прав, и до 95 лет для работ, выполненных по найму, и для произведений, защищённых авторским правом до 1978 года.

### Передача авторских прав
Раздел 204 Закона регулирует передачу права собственности на авторские права. Закон требует от владельца авторских прав подписать физический документ о передаче авторских прав на произведение, чтобы законодательно подтвердить передачу. Ранее прецедентное право по этому вопросу было противоречивым, в некоторых случаях поддерживая правило, аналогичное разделу 204, в других же полностью ему противореча. К примеру, в 1942 году в Нью-Йорке в суде рассматривалось дело Пушмана против New York Graphic Society, Inc., где суд постановил, что, хотя авторское право на произведение отличается от права собственности на экземпляр произведения, существующего в единственном экземпляре, авторское право передаётся вместе с копией, если не удерживается автором. Раздел 202 Закона 1976 года сохраняет право собственности на экземпляр, но раздел 204 всё же устраняет противоречие общего права, глася, что авторское право удерживается автором, если прямо не было передано.

## Влияние закона

### Инновации
Одной из функций, определённых в Законе об авторском праве, является «сведение к минимуму любых разрушительных последствий для структуры промышленности, задействованных и в целом преобладающих отраслевых практик». Критики закона ставят под сомнение этот аспект закона, считая, что это препятствует инновациям.

### Потоковая музыка
Потоковая музыка на портативных устройствах становится популярным видом прослушивания аудио, но цифровые радио и сайты потоковой передачи музыки, такие как Pandora оказываются в невыгодном положении, когда дело доходит до защиты авторских прав. Критики закона об авторском праве считают, что для Pandora никогда не будет выгодно производить свою политику в подобном ключе, если что-то не изменится, потому что подобные сервисы платят более 60 % своих доходов в качестве лицензионных сборов правообладателям. Повышение ставок абонентской платы, вероятно, может стать причиной закрытия таких сервисов.